# Stazione di Arco Felice
La stazione di Arco Felice è una stazione ferroviaria posta lungo la ferrovia Cumana, nella frazione di Arco Felice, a Pozzuoli.

## Storia
La stazione venne inaugurata il 16 febbraio 1890, come parte della tratta Pozzuoli-Cuma Fusaro.

## Movimento
La stazione è frequentata per lo più d'estate a causa della vicinanza di lidi balneari, che s'intravedono già dalla stazione.